# Vegan Straight Edge
Vegan Straight Edge, Eigenbezeichnung auch xVx, oder VSxE, war eine Szene innerhalb der Punk/Hardcoreszene. Leitsätze der Szene waren „kein Alkohol, keine Drogen, keine tierischen Produkte“. Sie entwickelte sich Ende der 1980er/Anfang der 1990er Jahre aus der Straight-Edge-Szene, als diese zunehmend auch vegane Ernährung propagierte und sich politisch für Tierrechte engagierte. Aus Vegan Straight Edge ging die kleinere, aber politischere und militantere Hardline-Bewegung hervor.
Vegan Straight Edge als abgrenzbare Bewegung bestand etwa von 1991 bis 1999. Als eigenständige abgegrenzte Bewegung existierte Vegan Straight Edge vor allem in den USA. In Europa hingegen war die Straight-Edge-Bewegung insgesamt politischer, Veganismus war dort ein Trend, der sich durch die gesamte Szene zog.

## Musik
Vegan Straight Edge entwickelte sich letztlich aus dem Punk und somit hatte Musik immer eine hervorgehobene Stellung. Musikalisch spielten die Bands den Metal-geprägten Hardcore-Punk der Zeit. Sie unterschieden sich von den Hardcore-Bands anderer Szenen vor allem durch ihre Lebenseinstellung, die meist demonstrativ vorgetragen wurde. Frühe Bands waren Youth of Today oder Cro Mags aus New York City, die in ihren Songs No More und Cats and Dogs überhaupt erstmals Fleischkonsum thematisierten und zum Fleischverzicht aufriefen. Im Lauf der Zeit wichtigste Band mit dem größten Einfluss auf die Szene war Earth Crisis aus Syracuse, New York.
In Europa war insbesondere die schwedische Band Refused wirkmächtig, die sich explizit als politisch links verstand und die ganze europäische Szene stark in diese Richtung beeinflusste. Insbesondere in Schweden und vor allem im Norden entstand eine große Vegan-Straight-Edge-Szene, die die Punk-Kultur dominierte. Im Gegensatz zu der Bewegung in den USA, wo Straight Edge und Vegan Straight Edge als fundamentale Grundsätze für die Lebensführung galten, verstanden sich Refused und die Mehrzahl ihrer Anhänger von Anfang an als politische Menschen, die darüber hinaus auch einen veganen, drogenfreien Lebensstil führten. Dennis Lyxzén, Mitgründer und Co-Sänger der Band, zeigte sich beispielsweise in einem Interview Jahre später selber überrascht, dass er beim Refused-Abschiedskonzert das Straight-Edge-X auf seine Hand gemalt hatte. Während sich die amerikanische Vegan Straight Edge Szene musikalisch immer mehr in Richtung Metal entwickelte, führte Refused in Europa einen wesentlich experimentelleren Stil ein.

## Stil

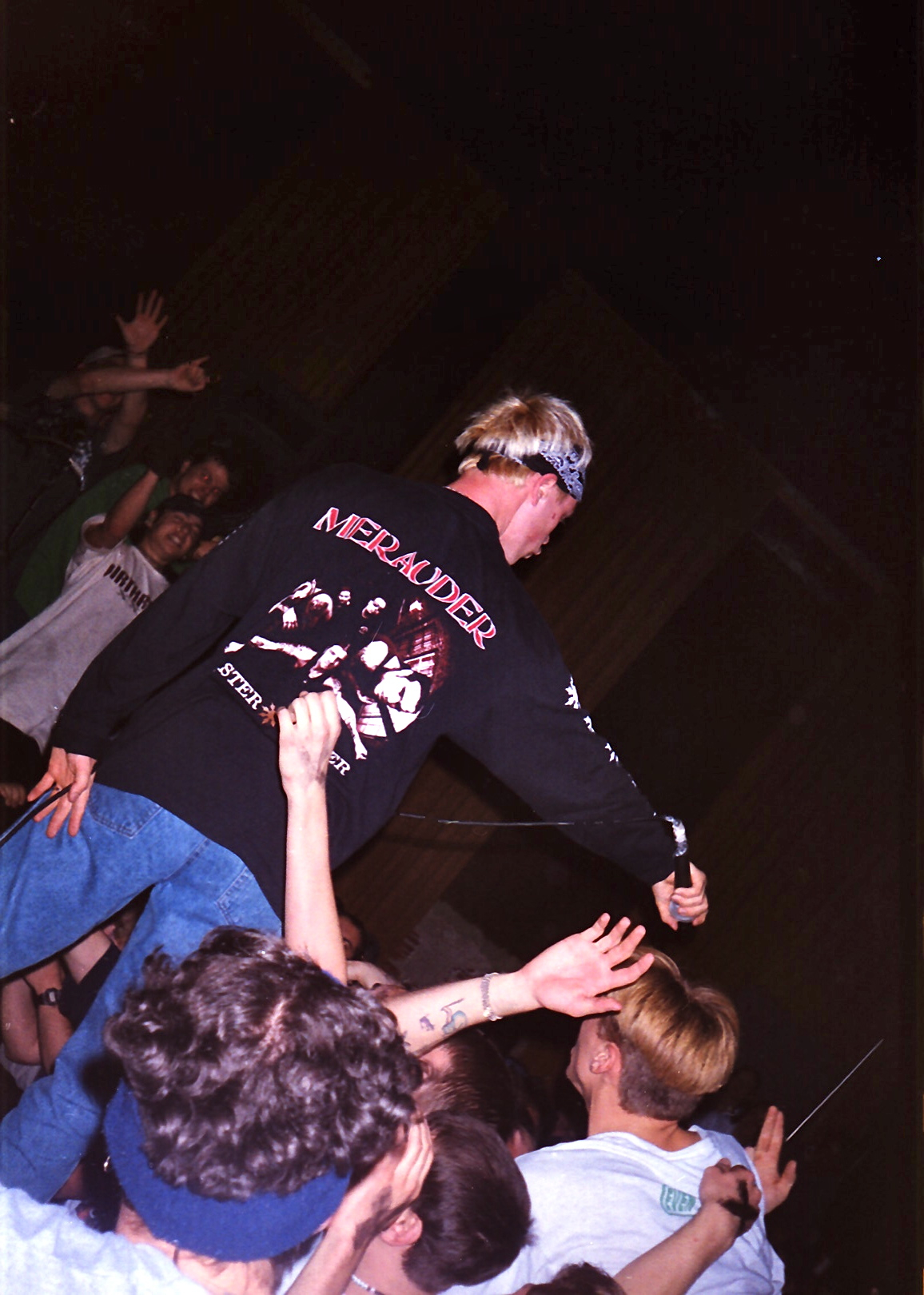
Zwei Besucher mit einem schwarzen X auf der Hand bei einem Konzert von Earth Crisis 1996 in Indianapolis
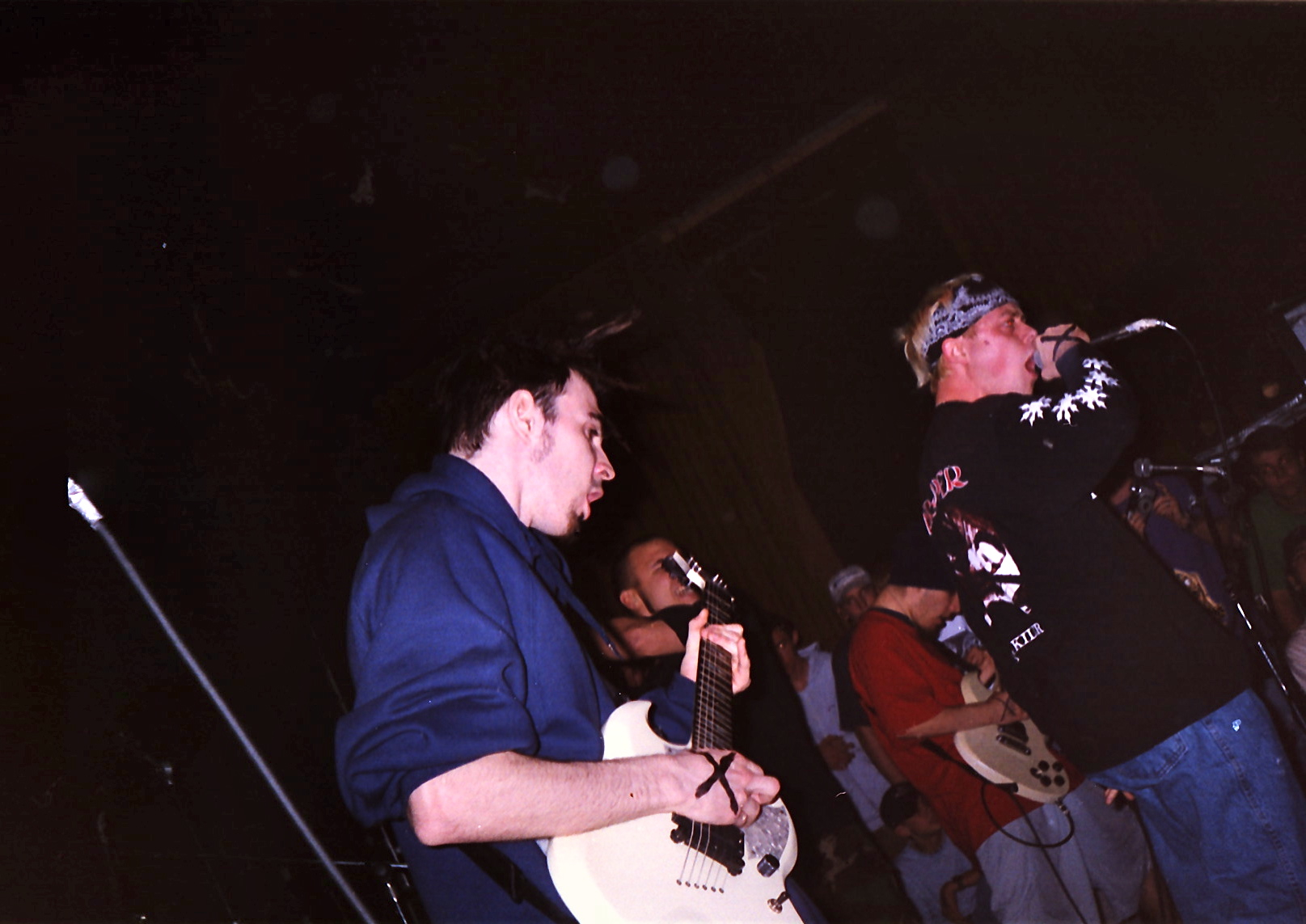
Drei Bandmitglieder von Earth Crisis mit einem schwarzen X auf der Hand, Baggy Pants und Kapuzenpullovern bei einem Konzert 1996 in Indianapolis

Wie jede Subkultur definierte sich auch Vegan Straight Edge über einen bestimmten Kleidungsstil. Hatte der ältere New York Hardcore sich noch am Punk mit Lederjacken, Unterhemden und schweren Stiefeln orientiert, brachten insbesondere Bands wie Youth of Today einen neuen Stil: Kapuzenpullis, Turnschuhe, Hosen in Tarnfarben dominierten nun die Kleidung, die auch insgesamt einen sportlicheren, fitteren Lebensstil symbolisieren sollten. Im Vegan Straight Edge war diese Kleidung natürlich komplett frei von Leder, Wolle oder anderen tierischen Produkten. Später in den 1990ern nahm auch, vermutlich unter Einfluss des Hip Hops, die Bedeutung von Baggy Pants zu.
Typisch für Straight Edge und auch Vegan Straight Edge war das Symbol des schwarzen X oder auch XXX, das sich auf die Hand gemalt, auf Kleidern abgedruckt und später auch tätowiert wurde. Ursprünglich ging dies auf die Praxis in den Clubs in Washington zurück, Jugendlichen ein schwarzes X auf die Hand zu malen, damit an diese kein Alkohol verkauft würde. Vegan Straight Edge erweiterte das Symbol um das V für Vegan, woraus dann xVx wurde.

## Politische Aspekte
Die Abgrenzung, ab wann sich jemand als Vegan Straight Edge bezeichnete, war fließend. Große Teile der Straight Edge-Szene der 1990er lebte vegetarisch oder vegan. Die Entscheidung zum Vegetarismus entwickelte sich für Szenemitglieder fast logisch daraus, dass sie einen starken Fokus darauf legten, was sie zu sich nahmen. Aus der Ethik, den eigenen Körper nicht zu vergiften oder ihm Schlechtes anzutun, folgte dann die Entscheidung, auch anderen Lebewesen nichts antun zu wollen. Für viele war dies jedoch vor allem eine persönliche Entscheidung, die sie nicht weiter öffentlich thematisierten. So waren beispielsweise alle Bandmitglieder der Bands Minor Threat und Fugazi – den Urvätern des Straight Edge – Vegetarier oder Veganer. Trotzdem wurden sie innerhalb der Szene angegriffen, weil sie dies nicht in ihren Songs thematisierten.
Innerhalb der politischen Linken, zu der sich die Vegan Straight Edge Bewegung meist zählte, ebenso wie aus der meist linken Hardcore-Szene wurde Vegan Straight Edge oft für einen politischen Ansatz kritisiert, der sich oft nur auf Tierrechte beschränkte, verbunden mit einer Neigung zu Militanz und einem moralischen Fundamentalismus, der viele der Kritisierenden schon an religiösen Fundamentalismus erinnerte. Zudem sahen sie die Szene von einer extremen Überbetonung von Männlichkeit und einer Neigung zur militanten Gewalt geprägt.
Hier zeigten sich auch deutliche Unterschiede zwischen Europa und Nordamerika. Während in Europa die Punk-Szene immer enge Verbindungen mit der Hausbesetzerszene hatte, viele Punk-Zentren in besetzten Häusern oder linken Jugendzentren lagen, war die Szene in den USA vor allem auf kommerzielle Clubs konzentriert. Die Punk-Szene in Europa hatte immer starke politische Untertöne und Verbindungen und Veganismus war hier nur ein weiterer Aspekt, der hinzukam. In den USA traf die Entscheidung zu Veganismus/Vegetarismus auf eine größtenteils unpolitische Szene. Die Entscheidung pro/contra Fleischkonsum wurde hier auch in der Szene eher als Frage der persönlichen Ethik und Entschlusskraft aufgefasst, mit einer oft damit einhergehenden starken moralischen Verurteilung der Nicht-Veganer.

## Persönliche Aspekte
Neben der politischen Stoßrichtung verfolgten Anhänger des Vegan Straight Edge auch Ziele, die sich als Kontrolle über die eigene Persönlichkeit beschreiben lassen. Die im Straight Edge bereits angelegte Stoßrichtung, jegliche Giftstoffe aus dem Körper zu verbannen, wird hier auch auf tierische Produkte ausgeweitet, die den Körper negativ beeinflussen. Ein populärer T-Shirt-Slogan der Bewegung war beispielsweise „Purification – Vegan straight edge“. Die Ideologie dient damit auch dazu, ein Gegengewicht zu den gesellschaftlichen Erwartungen zu entwickeln, die junge Männer zum Drogenkonsum sowie Fleischverzehr anhalten.

## Entwicklung
Straight Edge entwickelte sich Anfang der 1980er aus der Punk-Hardcore-Szene. Einzelne Akteure hatten das Gefühl, dass Drogen und Gewalt die Szene überschwemmten, und wollten, erstmal nur durch ihren eigenen Lebensstil, ein Zeichen dagegen setzen. Auslöser war der Song „Straight Edge“ der Washingtoner Band Minor Threat von 1981, in dem der Sänger proklamiert, dass er bessere Sachen zu tun habe, als weißen Stoff durch die Nase hochzuziehen oder Klebstoff zu schnüffeln. Er sei „Straight Edge“ (dt. gerade Kante). 1988 erschienen dann kurz hintereinander die Songs No More und Cats and Dogs der New Yorker Bands Youth of Today und Cro Mags, in denen diese Fleischverzicht thematisieren und zum Vegetarismus aufrufen. Insbesondere auch das Video von No More, in dem viele Ausschnitte aus Schlachthöfen eingeschnitten waren, zeigte breite Wirkung und viele Hardcore-Anhänger und Straight-Edgler wurden Vegetarier.